# Liste der Biografien/Tam
Liste der Biografien |
Portal Biografien |
Personensuche
# |
A |
B |
C |
D |
E |
F |
G |
H |
I |
J |
K |
L |
M |
N |
O |
P |
Q |
R |
S |
T |
U |
V |
W |
X |
Y |
Z |
?
 
Ta |
Tc |
Te |
Tf |
Tg |
Th |
Ti |
Tj |
Tk |
Tl |
Tm |
To |
Tq |
Tr |
Ts |
Tu |
Tv |
Tw |
Tx |
Ty |
Tz
 
Taa |
Tab |
Tac |
Tad |
Tae |
Taf |
Tag |
Tah |
Tai |
Taj |
Tak |
Tal |
Tam |
Tan |
Tao |
Tap |
Taq |
Tar |
Tas |
Tat |
Tau |
Tav |
Taw |
Tax |
Tay |
Taz
Die Liste der Biografien führt alle Personen auf, die in der deutschsprachigen Wikipedia einen Artikel haben. Dieses ist eine Teilliste mit 423 Einträgen von Personen, deren Namen mit den Buchstaben „Tam“ beginnt.

## Tam
- Tam ben Jahja, jüdischer Gelehrter
- Tam, Adrian (* 1992), US-amerikanischer Politiker
- Tam, Alan (* 1950), hongkong-chinesischer Schauspieler und Sänger
- Tam, Andreas (* 1967), deutscher Handballspieler und Handballtrainer
- Tam, Brittney (* 1997), kanadische Badmintonspielerin
- Tam, Chun Hei (* 1993), hongkong-chinesischer Badmintonspieler
- Tam, Ebbie (* 1997), chinesisch-niederländische Kinderdarstellerin
- Tam, Henry (* 1988), neuseeländischer Badmintonspieler
- Tam, James P. (* 1947), pharmazeutischer Chemiker
- Tam, Kai Chuen (* 1976), chinesischer Badmintonspieler (Hongkong)
- Tam, Lok Tin (* 1976), chinesischer Badmintonspieler (Hongkong)
- Tâm, Mỹ (* 1981), vietnamesische Sängerin
- Tam, Raymond (* 1986), australischer Badmintonspieler
- Tam, Tahsin (* 1969), türkischer Fußballspieler und -trainer

### Tama
- Tamabayashi, Mutsumi (* 1984), japanischer Fußballspieler
- Tamachan Momkoonthod (* 1997), thailändische Tennisspielerin
- Tamada, Keiji (* 1980), japanischer Fußballspieler
- Tamada, Makoto (* 1976), japanischer Motorradrennfahrer
- Tamada, Momona (* 2006), kanadische SchauspielerinMomona Tamada (* 2006)

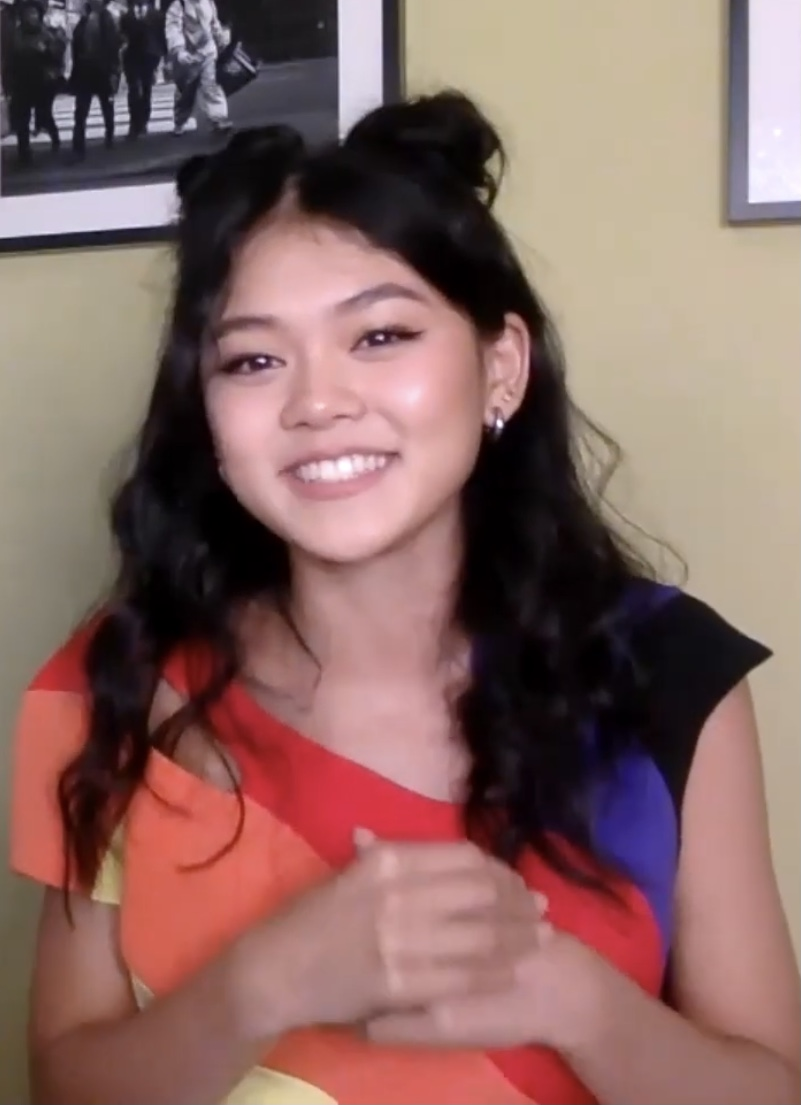
Momona Tamada (* 2006)

- Tamada, Paige (* 1985), US-amerikanische Schauspielerin
- Tamagawa, Tsuneo (1925–2017), japanischer Mathematiker
- Tamagne, Florence (* 1970), französische Historikerin
- Tamagni, Dino (* 1968), Schweizer Politiker (SVP)
- Tamagni, Vincenzo di Benedetto di Chele (* 1492), italienischer Maler
- Tamagnini, Alberto (* 2002), san-marinesischer Skirennläufer
- Tamagnini, Filippo (* 1972), san-marinesischer Politiker, Regierungschef von San Marino
- Tamagnini, Vittorio (1910–1981), italienischer Boxer
- Tamagnino, italienischer Bildhauer der Renaissance
- Tamagno, Francesco (1850–1905), italienischer Opernsänger (Tenor)
- Tamahori, Lee (* 1950), neuseeländischer Filmregisseur
- Tamai, Kisaku (1866–1906), japanischer Abenteurer und Journalist
- Tamai, Misao (1903–1978), japanischer Fußballspieler
- Tamai, Rikuto (* 2006), japanischer Wasserspringer
- Tamakan, Niyazi (* 1932), türkischer Fußballspieler
- Tamaki, Denny (* 1959), japanischer Politiker
- Tamaki, Eriko (* 1990), japanische Badmintonspielerin
- Tamaki, Fumiya (* 1993), japanischer Fußballspieler
- Tamaki, Jillian (* 1980), kanadische Comic-Künstlerin, Illustratorin und Kinderbuchautorin
- Tamaki, Mariko (* 1975), kanadische Comicautorin, Drehbuchautorin und Performance-Künstlerin
- Tamaki, Nami (* 1988), japanische Pop-Sängerin
- Tamaki, Nozomu (* 1966), japanischer Mangaka
- Tamaki, Suekazu (1897–1943), japanischer Maler
- Tamaki, Yūichirō (* 1969), japanischer Politiker
- Tamakuma, Leopard (* 1964), japanischer Boxer im Fliegengewicht
- Tamal, König der Blemmyer
- Tamames, Agustín (* 1944), spanischer Radrennfahrer
- Tamamschjan, Sofja Georgijewna (1901–1981), armenisch-sowjetische Botanikerin
- Tamanaha, Yūkō (* 1936), japanischer Kunsthandwerker und lebender Nationalschatz
- Tamandi, Jimmy (* 1980), schwedischer Fußballspieler
- Tamandl, Gabriele (* 1966), österreichische Politikerin (ÖVP) und Abgeordnete zum österreichischen Nationalrat
- Tamanend (1628–1698), indianischer Häuptling
- Tamang, Nangsal (* 1987), nepalesische Badmintonspielerin
- Tamang, Prem Singh (* 1968), indischer Politiker
- Tamang, Ratnajit (* 1993), nepalesischer Badmintonspieler
- Tamang, Sara Devi (* 1984), nepalesische Badmintonspielerin
- Tamangrow, Jesse (* 1982), palauischer Sprinter
- Tamani, Cédric (* 1974), Schweizer Skeletonpilot
- Tamani, Saimoni (* 1944), fidschianischer Sprinter
- Tamanis, Christos (* 2000), zypriotischer Stabhochspringer
- Tamanisau, Simione (* 1982), fidschianischer Fußballspieler
- Tamanjan, Alexander (1878–1936), armenisch-russischer neoklassizister Architekt
- Tamano, Jun (* 1984), japanischer Fußballspieler
- Tamano, Mamintal (1928–1994), philippinischer Politiker
- Tamano-Schata, Pnina (* 1981), israelische Juristin, Journalistin und Politikerin
- Tamanofuji, Shigeru (1949–2021), japanischer Sumōringer
- Tamanoumi, Masahiro (1944–1971), japanischer Sumōringer und 51. Yokozuna
- Tamaoki, Momo (* 1994), japanische Judoka
- Tamar († 1213), georgische KöniginTamar († 1213)

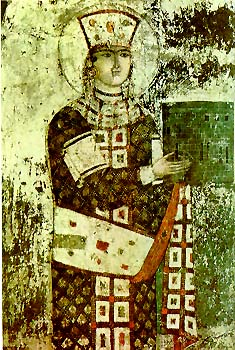
Tamar († 1213)

- Tamar-kali, US-amerikanische Rock-Singer-Songwriterin, Gitarristin und Komponistin
- Tamara (* 1984), spanische Popmusikerin
- Tamara, Carlos (* 1983), kolumbianischer Boxer
- Tamaraxonim (1906–1991), sowjetische, usbekische Tänzerin, Sängerin, Schauspielerin und Choreografin
- Tamarelle-Verhaeghe, Marie (* 1962), französische Politikerin
- Tamareo, Lucas (* 1991), uruguayischer Fußballspieler
- Tamari, Dov (1911–2006), israelischer Mathematiker
- Tamari, Gil (* 1967), israelisch-US-amerikanischer Journalist
- Tamari, Ittai Joseph (* 1956), deutscher Buchwissenschaftler
- Tamari, Mehdi (* 1990), iranischer Leichtathlet
- Tamarina, Nina Alexandrowna (1926–2018), sowjetische bzw. russische Entomologin und Hochschullehrerin
- Tamariz, Juan (* 1942), spanischer Zauberkünstler
- Tămârjan, Anamaria (* 1991), rumänische Kunstturnerin
- Tamarkin, Jakob Davidowitsch (1888–1945), russisch-US-amerikanischer Mathematiker
- Tamarkina, Rosa Wladimirowna (1920–1950), russische Pianistin und Hochschullehrerin
- Tamaro, Susanna (* 1957), italienische Schriftstellerin und Filmregisseurin
- Tamas, deutscher Rapper und Crossover-Sänger
- Tamás, Gabor (1966–2022), ungarischer Eishockeyspieler
- Tamaș, Gabriel (* 1983), rumänischer Fußballspieler
- Tamás, Gáspár Miklós (1948–2023), ungarischer Philosoph und Politiker
- Tamas, Gellert (* 1963), schwedischer Journalist und Schriftsteller
- Tamás, János (1936–1995), ungarischer Komponist, Dirigent und Pädagoge
- Tamás, Jenny (* 1990), deutsche Eishockeyspielerin
- Tamás, József (* 1944), rumänischer Geistlicher und emeritierter römisch-katholischer Weihbischof in Alba Iulia
- Tamaš, Julijan (* 1950), serbischer Slawist
- Tamasaburo (* 1989), deutsche Comiczeichnerin
- Tamašauskas, Erikas (* 1957), litauischer Politiker
- Tamaschewitsch, Aleh (* 2000), belarussischer Kugelstoßer
- Tamaschke, Günther (1896–1959), deutscher SS-Standartenführer, Lagerdirektor des KZ Lichtenburg und KZ Ravensbrück
- Tamaschke, Olaf (1927–2020), deutscher Mathematiker
- Tamashiro, Shungo (* 1991), japanischer Fußballspieler
- Tamashiro, Taishi (* 2001), japanischer Fußballspieler
- Tamashiro, Yukiya (* 1993), japanischer Fußballspieler
- Tamási, Áron (1897–1966), ungarischer Schriftsteller
- Tamassia, Nino (1860–1931), italienischer Jurist, Politiker und Rechtshistoriker
- Tamássy, Zdenko (1921–1987), ungarischer Filmkomponist
- Tamasu, Kichiji († 1956), japanischer Tischtennisspieler
- Tamašunienė, Rita (* 1973), litauische Politikerin
- Tamásy von Fogaras, Árpád (1861–1939), österreichisch-ungarischer Offizier
- Tamasy, Paul (* 1964), US-amerikanisch-britischer Drehbuchautor
- Tamayo Betancourt, Victor Antonio (* 1937), kolumbianischer Geistlicher und emeritierter Weihbischof in Barranquilla
- Tamayo Méndez, Arnaldo (* 1942), kubanischer Kosmonaut, Pilot und Politiker
- Tamayo y Baus, Manuel (1829–1898), spanischer Dramatiker
- Tamayo, Arturo (* 1946), spanischer Dirigent
- Tamayo, Daniel (* 1989), kolumbianischer Jazzmusiker (Gitarre, Komposition)
- Tamayo, Diego (* 1983), kolumbianischer Radrennfahrer
- Tamayo, James Anthony (* 1949), US-amerikanischer römisch-katholischer Geistlicher, Bischof von Laredo
- Tamayo, José (1920–2003), spanischer Theaterleiter und -regisseur
- Tamayo, Lauren (* 1983), US-amerikanische Radrennfahrerin
- Tamayo, Marcos (* 1965), chilenischer Fußballspieler
- Tamayo, Nemesio (1907–1991), spanisch-chilenischer Fußballspieler
- Tamayo, Rufino (1899–1991), mexikanischer Maler
- Tamayo, Vanessa (* 1987), brasilianische Schauspielerin
- Tamayo-Garza, Cecilia (* 1997), mexikanische Leichtathletin

### Tamb
- Tamba Charles, Edward (* 1956), sierra-leonischer Priester, Erzbischof von Freetown
- Tamba M’Pinda, Roger (* 1998), französischer Fußballspieler
- Tamba no Yasuyori (912–995), japanischer Arzt der Heian-Zeit
- Tamba, Adama (* 1998), gambische Fußballspielerin
- Tamba, Awa (* 1998), gambische Fußballspielerin
- Tamba, Mimmi (* 1991), norwegische Sängerin, Schauspielerin und Songwriterin
- Tamba, Pierre (* 1957), gambischer Politiker
- Tamba, Tetsurō (1922–2006), japanischer SchauspielerTetsurō Tamba (1922–2006)

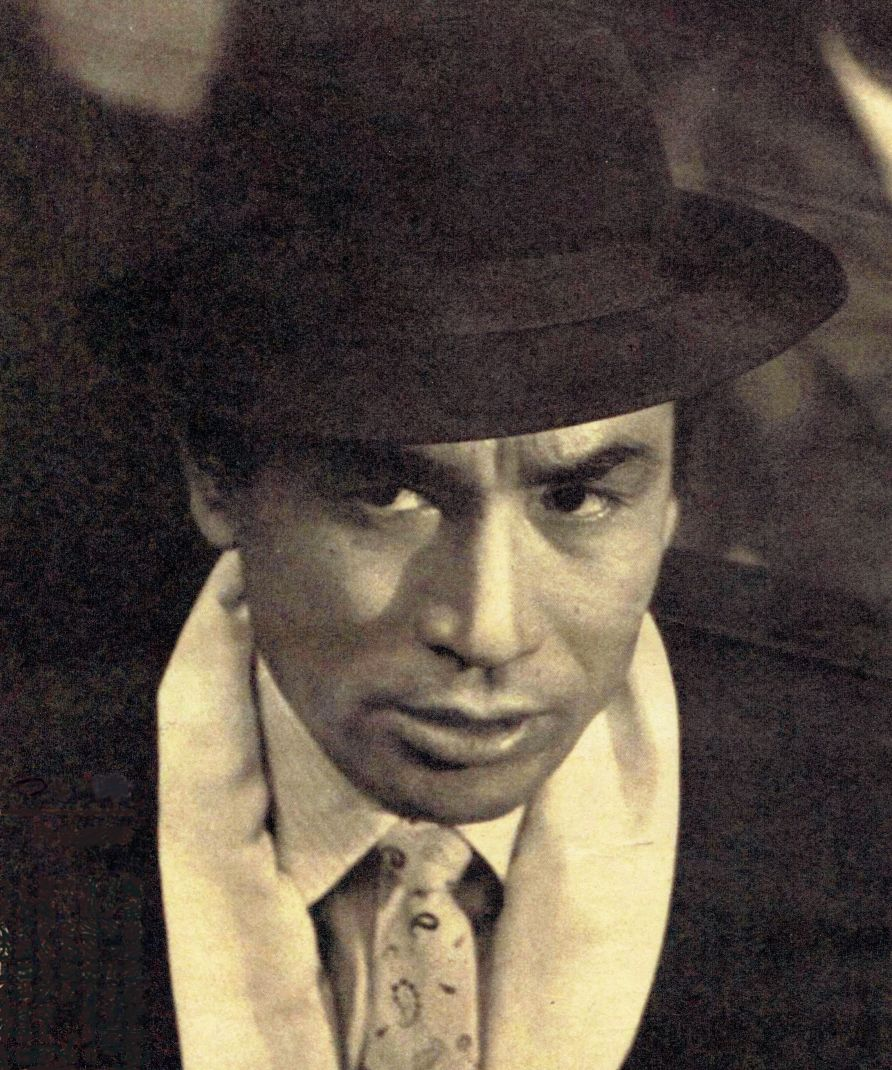
Tetsurō Tamba (1922–2006)

- Tambadou, Abubacarr (* 1972), gambischer Jurist und Politiker
- Tambajang, Fatoumata (* 1949), gambische Politikerin und Diplomatin
- Tambakos, Dimosthenis (* 1976), griechischer Turner
- Tambakti, Hassan al- (* 1999), saudi-arabischer Fußballspieler
- Tambala, George Desmond (* 1968), malawischer Ordensgeistlicher, römisch-katholischer Erzbischof von Lilongwe
- Tambay, Adrien (* 1991), französischer Automobilrennfahrer
- Tambay, Damayanti (* 1948), indische Badmintonspielerin
- Tambay, Patrick (1949–2022), französischer Automobilrennfahrer
- Tambedou, Sainabou, gambische Beachvolleyballspielerin
- Tambellini, Jeff (* 1984), kanadischer Eishockeyspieler
- Tambellini, Steve (* 1958), kanadischer Eishockeyspieler
- Tamberelli, Danny (* 1982), US-amerikanischer Film- und Fernsehschauspieler
- Tamberg, Eino (1930–2010), estnischer Komponist
- Tamberi, Gianmarco (* 1992), italienischer Hochspringer
- Tamberlani, Carlo (1899–1980), italienischer Film- und Bühnenschauspieler
- Tamberlik, Enrico (1820–1889), italienischer Opernsänger (Tenor)
- Tambijevs, Leonīds (* 1970), lettischer Eishockeyspieler und -trainer
- Tamblé, Richard (1913–1982), deutscher Zahnarzt und Politiker (SPD), MdB
- Tambling, Bobby (* 1941), englischer Fußballspieler und -trainer
- Tambling, Christopher (1964–2015), britischer Organist, Chorleiter and Komponist
- Tamblyn, Amber (* 1983), US-amerikanische SchauspielerinAmber Tamblyn (* 1983)

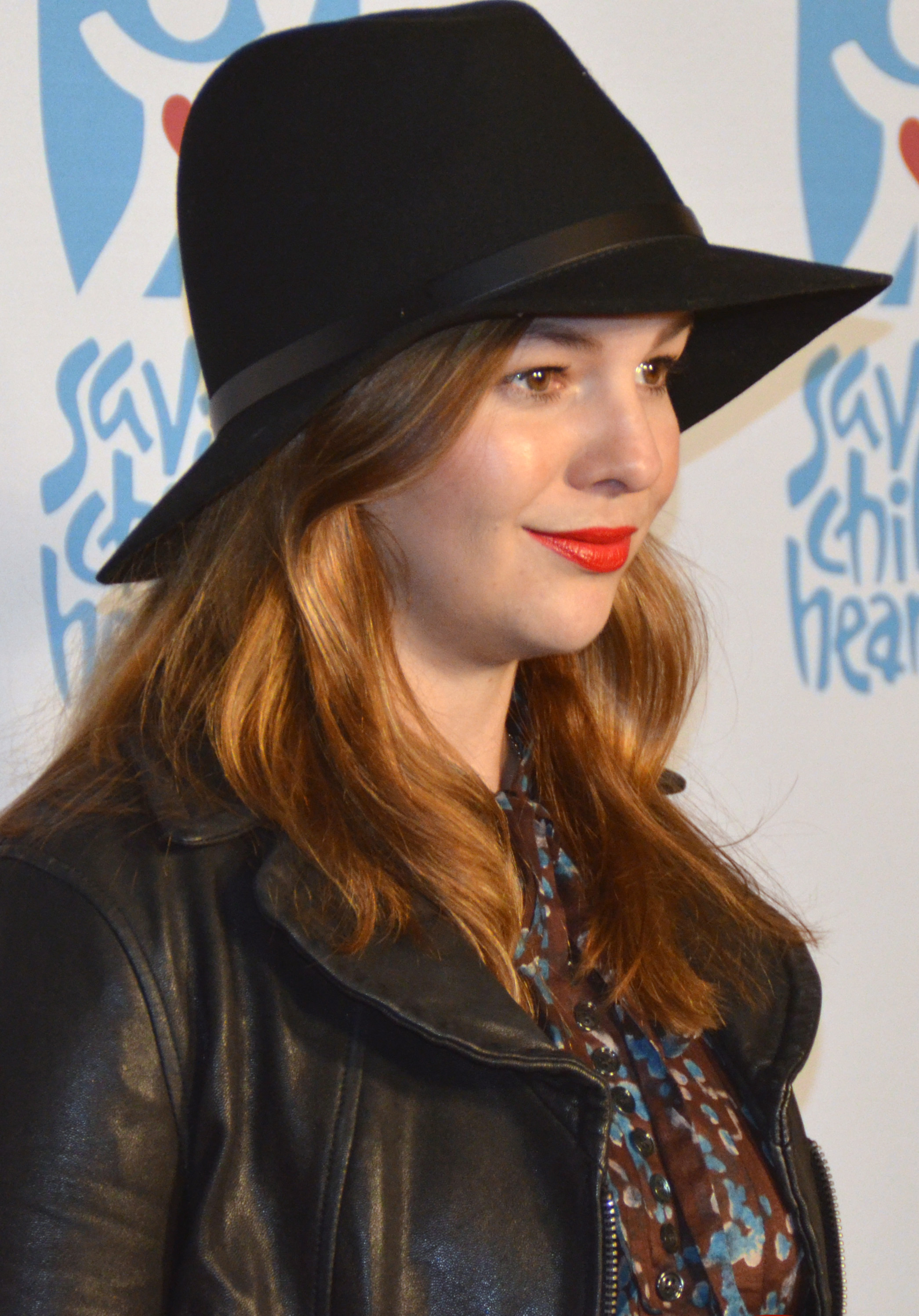
Amber Tamblyn (* 1983)

- Tamblyn, Russ (* 1934), US-amerikanischer Schauspieler
- Tambo, Adelaide (1929–2007), südafrikanische Politikerin und Bürgerrechtlerin
- Tambo, Oliver (1917–1993), südafrikanischer Bürgerrechtler und Politiker (ANC), Vorsitzender des African National Congress
- Tamboer, Annemies (* 1948), niederländische Musikarchäologin
- Tambor, Jeffrey (* 1944), US-amerikanischer SchauspielerJeffrey Tambor (* 1944)

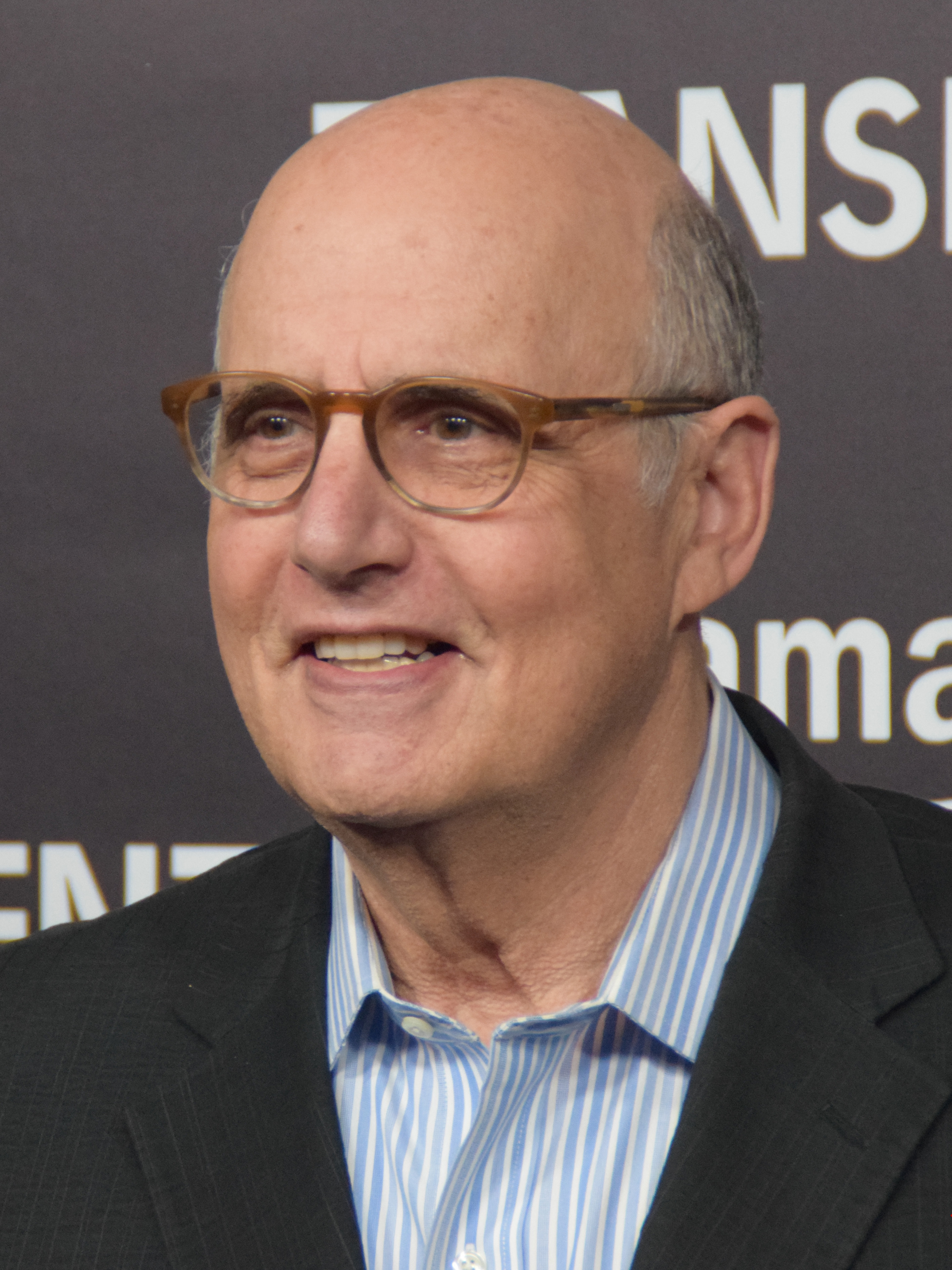
Jeffrey Tambor (* 1944)

- Tambor, Ulrich (* 1951), deutscher Fußballspieler
- Tamborini, José Pascual (1886–1955), argentinischer Innenminister
- Tambornino, Eligius (* 1986), Schweizer Skilangläufer
- Tambornino, Hermann (* 1892), deutscher Pädagoge und Schriftsteller
- Tambornino, Julius (1885–1964), deutscher Klassischer Philologe, Religionswissenschaftler und Gymnasiallehrer
- Tambosi, Fabiana (* 1980), brasilianisches Model
- Tambosi, Giuseppe (1794–1872), königlich bayerischer Kinder- und Weinmacher
- Tambosi, Olivier (* 1963), französischer Opern- und Theaterregisseur
- Tambour, Conrad (* 1984), österreichischer Animationsfilmregisseur
- Tambour, Mustafa (* 1982), Anführer einer Fraktion der Sudanesischen Befreiungsbewegung (SLM-Tambour)
- Tamboura, Adama (* 1985), malischer Fußballspieler
- Tambouras, John (* 1979), australischer Fußballspieler
- Tambrea, Sabin (* 1984), deutsch-rumänischer Theater- und Filmschauspieler und AutorSabin Tambrea (* 1984)

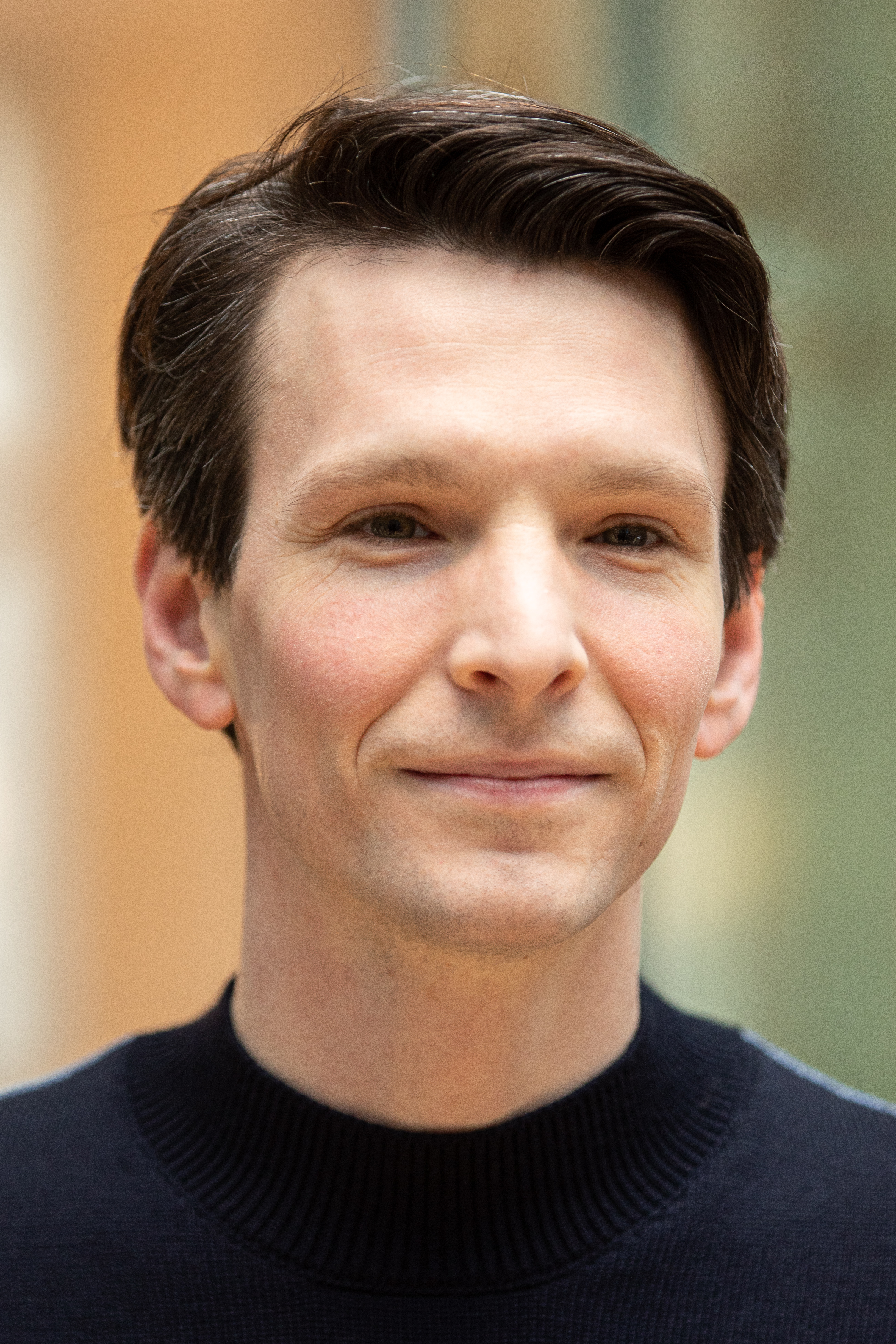
Sabin Tambrea (* 1984)

- Tambroni, Clotilde (1758–1817), italienische Philologin, Linguistin, Dichterin und Professorin an der Universität Bologna
- Tambroni, Fernando (1901–1963), italienischer Politiker, Mitglied der Camera dei deputati, Ministerpräsident Italiens
- Tambs, Erling (1888–1967), norwegischer Schriftsteller und Segler
- Tamburelli, Pier Paolo (* 1976), italienischer Architekt, Architekturkritiker und Universitätsprofessor
- Tamburini, Antonio (1800–1876), italienischer Opernsänger (Bariton)
- Tamburini, Antonio (* 1966), italienischer Rennfahrer
- Tamburini, Marco (1959–2015), italienischer Jazz-Musiker
- Tamburini, Massimo (1943–2014), italienischer Konstrukteur
- Tamburini, Michelangelo (1648–1730), Generaloberer der Societas Jesu (Jesuitenorden)
- Tamburini, Stefano (1955–1986), italienischer Comicautor und -zeichner
- Tamburlini, Eugène (1930–1959), französischer Radrennfahrer
- Tamburrano, Dario (* 1969), italienischer Politiker
- Tamburrini, Pablo (* 1975), chilenisch-palästinensischer Fußballspieler
- Tamburrino, Francesco Pio (* 1939), italienischer Ordensgeistlicher, emeritierter Abt und römisch-katholischer Erzbischof von Foggia-Bovino
- Tambussi, Claudia (* 1959), argentinische Paläornithologin
- Tambwe, Amissi (* 1988), burundischer Fußballspieler
- Tambwe, Patiyo (* 1984), kongolesischer Fußballspieler
- Tambwe-Kasengele, Aristot (* 2004), österreichischer Fußballspieler

### Tamc
- Tamcke, Martin (1955–2024), deutscher evangelischer Theologe

### Tame
- Tame, Johnny (1947–2022), deutscher Sänger, Gitarrist, Komponist und TexterJohnny Tame (1947–2022)

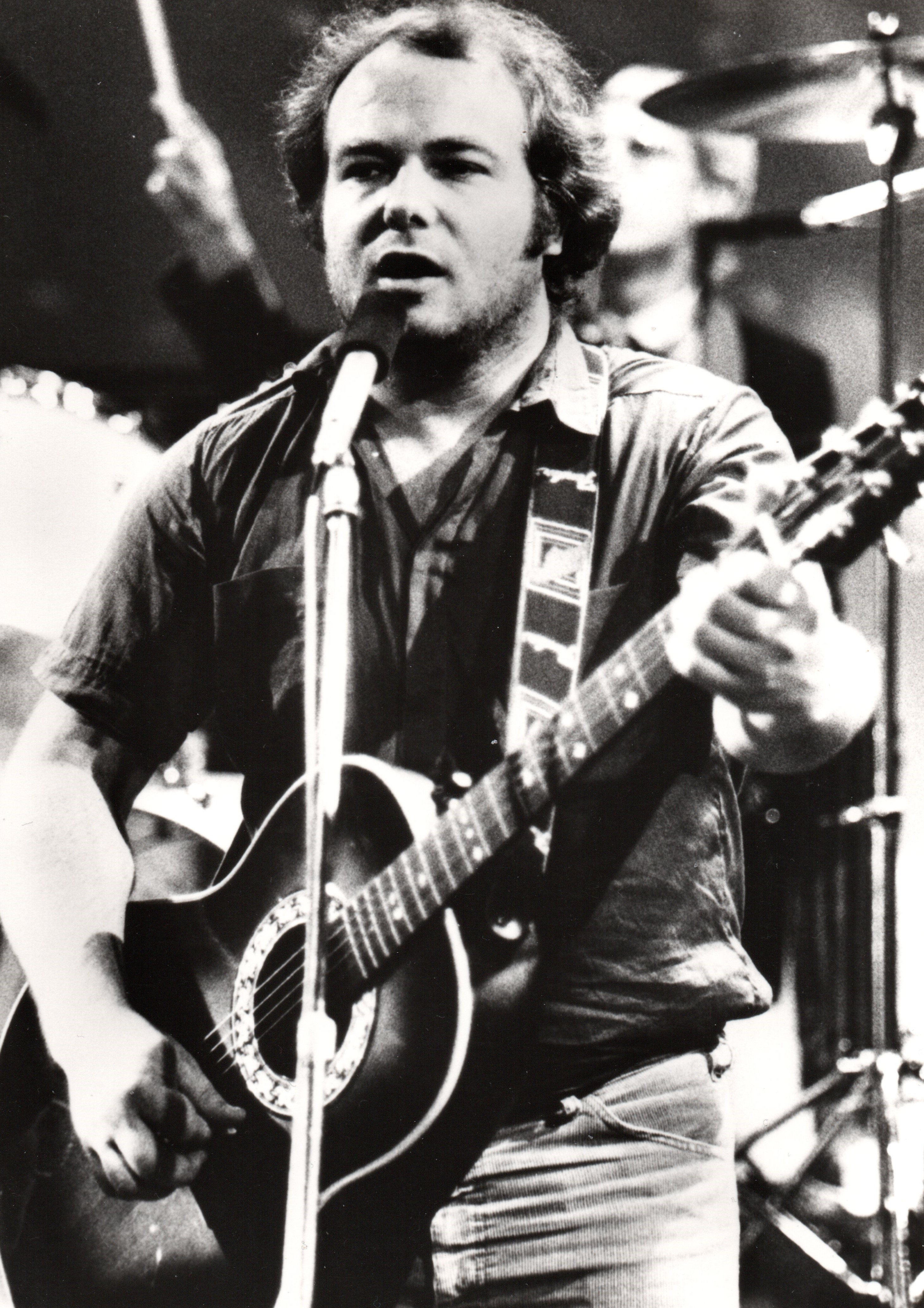
Johnny Tame (1947–2022)

- Tame, Lachlan (* 1988), australischer Kanute
- Tameda, Hirotaka (* 1993), japanischer Fußballspieler
- Tameemi, Mohammed Abdulridha al- (* 1992), irakischer Leichtathlet
- Tamelen, Eugene van (1925–2009), US-amerikanischer Chemiker
- Tamelordeamani, König von Nubien
- Tamen, Pedro (1934–2021), portugiesischer Lyriker und Übersetzer
- Tamenaga, Shunsui (1790–1844), japanischer Schriftsteller
- Tamer, Chris (* 1970), US-amerikanischer Eishockeyspieler und -trainer
- Tamer, Georges Nicolas (* 1960), libanesischer Islamwissenschaftler
- Tamer, Ülkü (1937–2018), türkischer Lyriker, Erzähler und literarischer Übersetzer
- Tamer, Uygar (* 1971), türkisch-schweizerische Schauspielerin und Sängerin
- Tamer, Zakaria (* 1931), syrischer Schriftsteller
- Tameș, Iulian (* 1978), rumänischer Fußballspieler
- Tamestit, Antoine (* 1979), französischer BratschistAntoine Tamestit (* 1979)

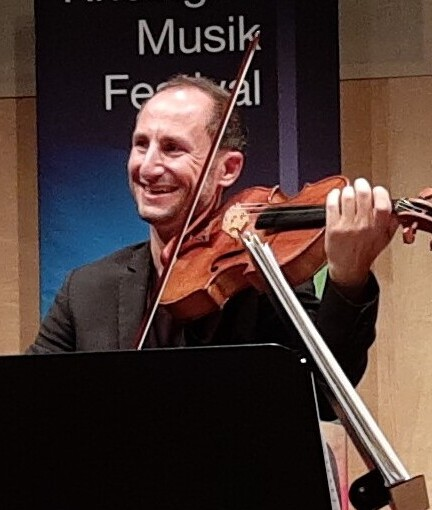
Antoine Tamestit (* 1979)

- Tamesue, Dai (* 1978), japanischer Hürdenläufer
- Tamez Villareal, Oscar Efraín (* 1973), mexikanischer Geistlicher, römisch-katholischer Bischof von Ciudad Victoria
- Tamez, Elsa, mexikanische Bibelwissenschaftlerin

### Tamg
- Tamgho, Teddy (* 1989), französischer Leichtathlet

### Tami
- Tami, Carlo (1898–1993), Schweizer Architekt
- Tami, Farma, sierra-leonischer Häuptling und Krieger
- Tami, Mark (* 1962), walisischer Politiker, Mitglied des House of Commons
- Tami, Pierluigi (* 1961), Schweizer Fussballtrainer
- Tami, Rino (1908–1994), Schweizer Architekt
- Tami, Viola (* 1981), Schweizer Radio- und Fernsehmoderatorin, Schauspielerin und Sängerin
- Tamia (* 1975), kanadische Contemporary-R&B-Sängerin
- Tamihere, Donald (* 1972), anglikanischer, neuseeländischer Bischof
- Tamihere, John (* 1959), neuseeländischer Politiker der Māori Party und ehemals der New Zealand Labour Party
- Tamila, Erkki (1911–2004), finnischer Marathonläufer
- Tamilarasan, Santhosh Kumar (* 1998), indischer Hürdenläufer
- Tamim ibn al-Muizz, Person des ismailitischen schiitischen Islam, Prinz der Fatimiden
- Tamīm ibn al-Muʿizz az-Zīrī († 1108), fünfter Herrscher der Ziriden in Ifriqiya (1062–1108)
- Tamim, Ahmed (* 1956), ukrainischer MuftiAhmed Tamim (* 1956)

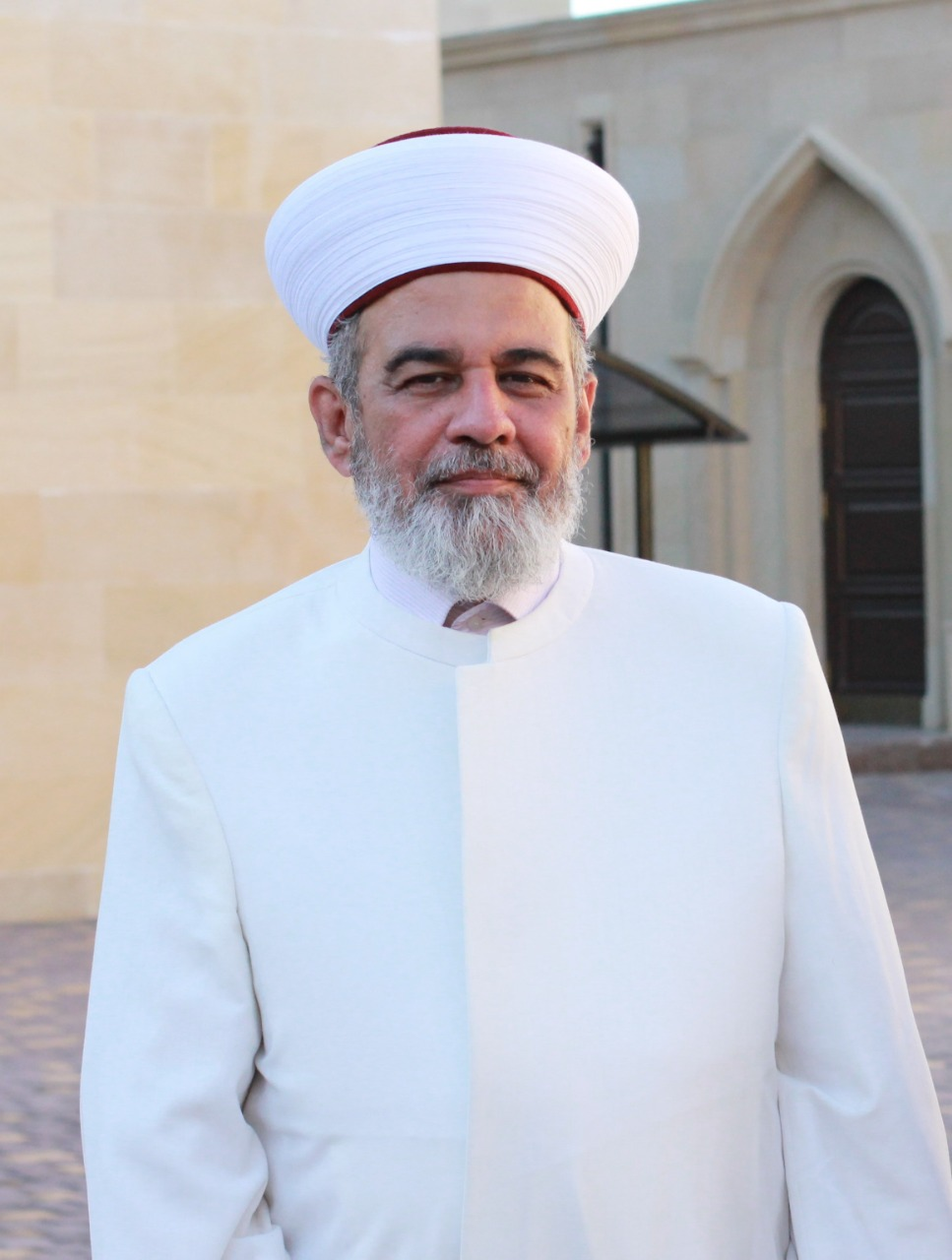
Ahmed Tamim (* 1956)

- Tamim, Dahi Chalfan (* 1951), arabischer Polizeichef Dubais
- Tamim, Mohammed (* 1958), marokkanischer Architekt, Forscher der Entwicklungsökonomie und französisch schreibender Verfasser
- Tamim, Suzan (1977–2008), libanesische Popsängerin
- Tamimi, Ahed (* 2001), palästinensische Aktivistin
- Tamimi, Izz Al-Din Al- (1928–2008), sunnitischer Gelehrter, Mitglied des Jordanischen Senats
- Tamimi, Mustafa (1983–2011), palästinensischer Aktivist
- Tamina (* 1978), amerikanische WrestlerinTamina (* 1978)

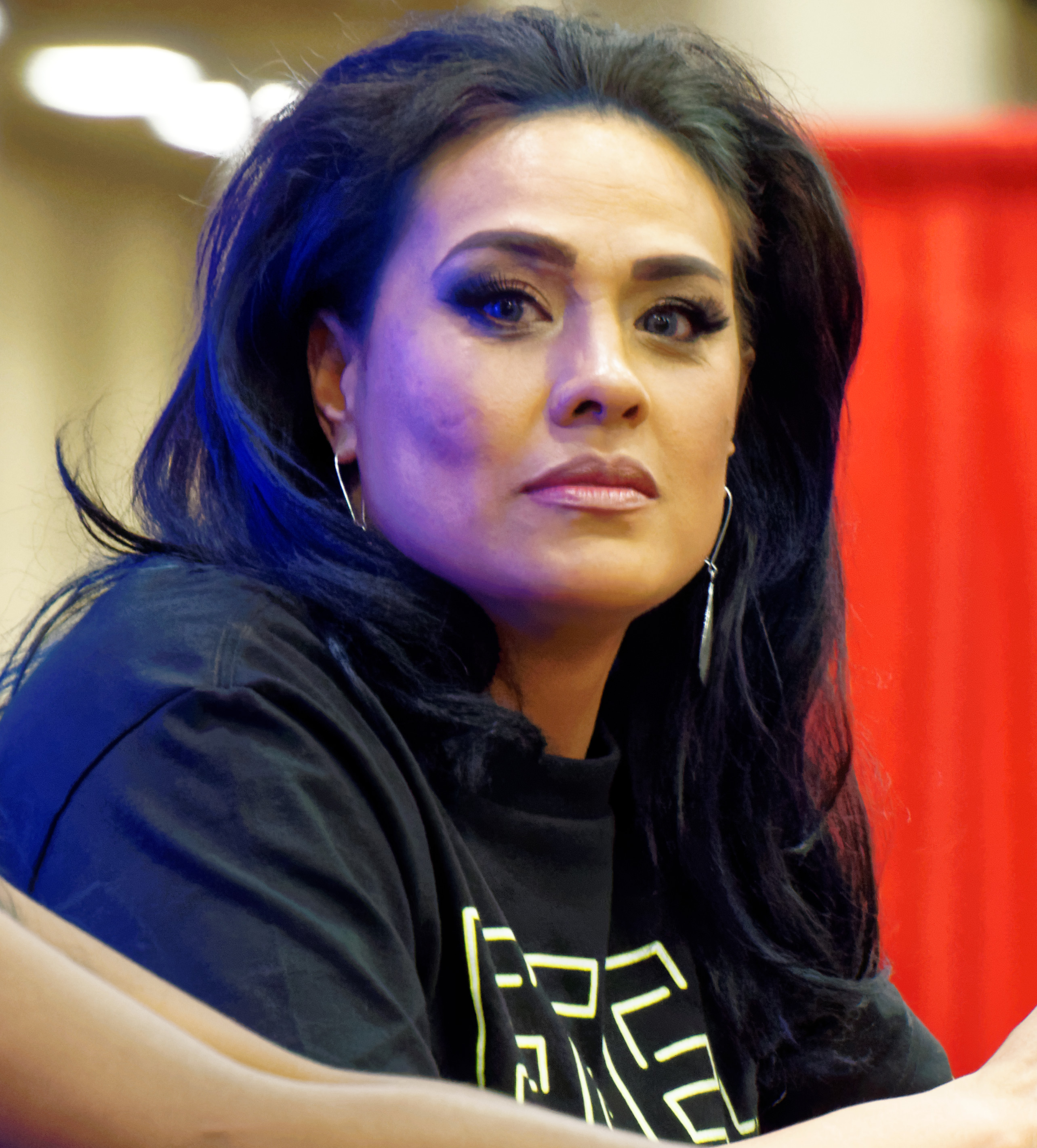
Tamina (* 1978)

- Tamini, Jean (1919–1993), Schweizer Fußballspieler
- Tamini, Jean-Emile (1872–1942), Schweizer Geistlicher, Lehrer und Historiker
- Taminiau, Bart (* 1947), niederländischer Hockeyspieler
- Taminiau, Jan (* 1975), niederländischer Modedesigner
- Taminiaux, Lionel (* 1996), belgischer Radrennfahrer
- Taminskas, Algirdas (* 1962), litauischer Zivilrechtler, Richter
- Taminskas, Juras (* 1986), litauischer Jurist und Politiker
- Tamir, Amit (* 1979), israelischer Basketballspieler
- Tamir, Juli (* 1954), israelische Politikerin und Ministerin
- Tamir, Naftali (* 1944), israelischer Diplomat
- Tamir, Schmuʾel (1923–1987), israelischer Politiker
- Tamires (* 1987), brasilianische Fußballspielerin
- Tamiris, Helen († 1966), amerikanische Tänzerin, Choreografin, Tanzpädagogin des Modern Dance
- Tamiroff, Akim (1899–1972), russisch-amerikanischer Schauspieler armenischer HerkunftAkim Tamiroff (1899–1972)

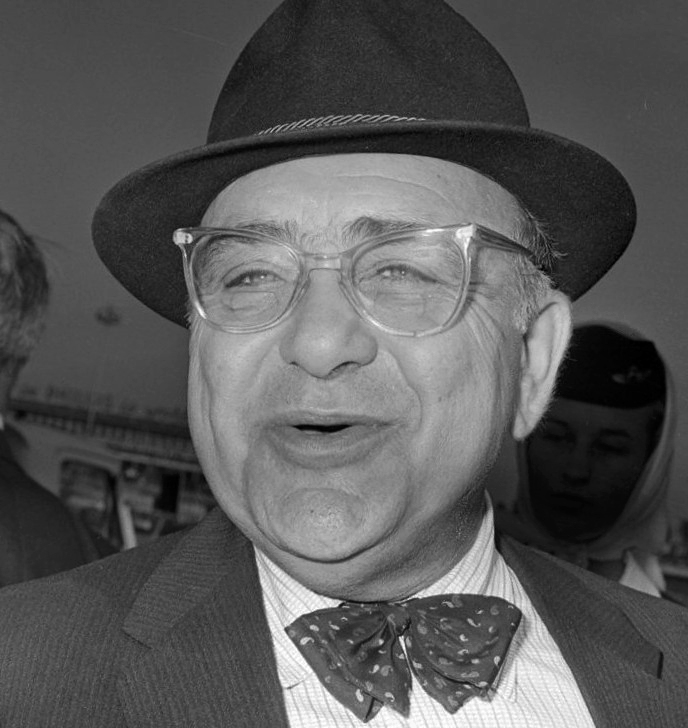
Akim Tamiroff (1899–1972)

- Tamisier, Geoffroy (* 1973), französischer Jazzmusiker (Kornett, Trompete, Komposition)
- Tamitius, Andreas (1633–1700), deutscher Orgelbauer
- Tamitius, Johann Gottfried, deutscher Orgelbauer
- Tamitius, Johann Gottlieb (1691–1769), Orgelbauer in Zittau
- Tamitius, Johann Gottlob (1738–1819), deutscher Orgelbauer
- Tamiya, Hiroshi (1903–1984), japanischer Biologe und Hochschullehrer
- Tamiya, Torahiko (1911–1988), japanischer Schriftsteller
- Tamiz, Gilles (1948–2014), französischer Schauspieler und Synchronsprecher
- Tamizey de Larroque, Philippe (1828–1898), französischer Historiker und Literarhistoriker

### Tamk
- Tamkevičius, Sigitas (* 1938), litauischer römisch-katholischer Ordensgeistlicher, emeritierter Erzbischof von Kaunas und Kardinal
- Tamkivi, Jaanus (* 1959), estnischer Politiker, Mitglied des Riigikogu

### Tamm
- Tamm, Aksel (1931–2023), estnischer Literaturwissenschaftler, Kritiker und Publizist
- Tamm, Aldo (* 1953), estnischer Politiker
- Tamm, Alex (* 2001), estnischer Fußballspieler
- Tamm, Alfhild (1876–1959), schwedische Medizinerin und Psychiaterin
- Tamm, Andreas (1767–1795), deutscher Jurist und Pädagoge
- Tamm, Andres, estnischer Politiker und Wirtschaftsfunktionär, Minister
- Tamm, Caspar (1629–1700), deutscher Convoykapitän
- Tamm, Elisabeth (1880–1958), schwedische Politikerin und Frauenrechtlerin
- Tamm, Erich (1911–1988), deutscher Politiker (KPD/SED), Widerstandskämpfer
- Tamm, Ernst (1897–1983), deutscher Pflanzenbauwissenschaftler mit dem Forschungsschwerpunkt Agrarklimatologie
- Tamm, Franz Werner (1658–1724), deutscher Maler der Barockzeit
- Tamm, Gerrit (* 1970), deutscher Wirtschaftsinformatiker, Professor für Informatik
- Tamm, Heinrich (1796–1876), deutscher Tuchfabrikant und Politiker, MdL
- Tamm, Heinrich Christian Gottlieb (1798–1869), deutscher Tuchfabrikant und Politiker, MdL
- Tamm, Heinz (1922–2017), deutscher Fußballspieler und Autor
- Tamm, Helmut (* 1931), deutscher Diakon und Kirchenmusiker
- Tamm, Hermann (1868–1946), deutscher Politiker (DVP)
- Tamm, Igor Jewgenjewitsch (1895–1971), russischer Physiker und NobelpreisträgerIgor Jewgenjewitsch Tamm (1895–1971)

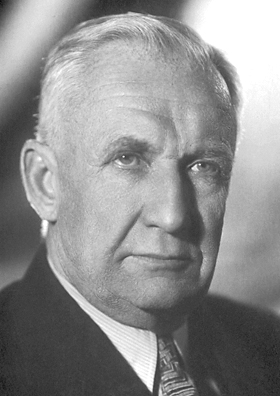
Igor Jewgenjewitsch Tamm (1895–1971)

- Tamm, Ilmar (* 1972), estnischer Generalmajor
- Tamm, Ingeborg (* 1939), deutsche Politikerin (CDU), MdVK, MdB
- Tamm, Jaak (1950–1999), estnischer Politiker
- Tamm, Jakob (1861–1907), estnischer Lyriker
- Tamm, Joonas (* 1992), estnischer Fußballspieler
- Tamm, Jüri (1957–2021), sowjetisch-estnischer Hammerwerfer und Politiker, Mitglied des Riigikogu
- Tamm, Klaus (* 1961), deutscher Naturfotograf
- Tamm, Mary (1950–2012), britische Schauspielerin
- Tamm, Matthias (* 1967), deutscher Chemiker und Hochschullehrer
- Tamm, Peter (1928–2016), deutscher Journalist, Manager und Verleger, Sammlung zur Schifffahrts- und MarinegeschichtePeter Tamm (1928–2016)

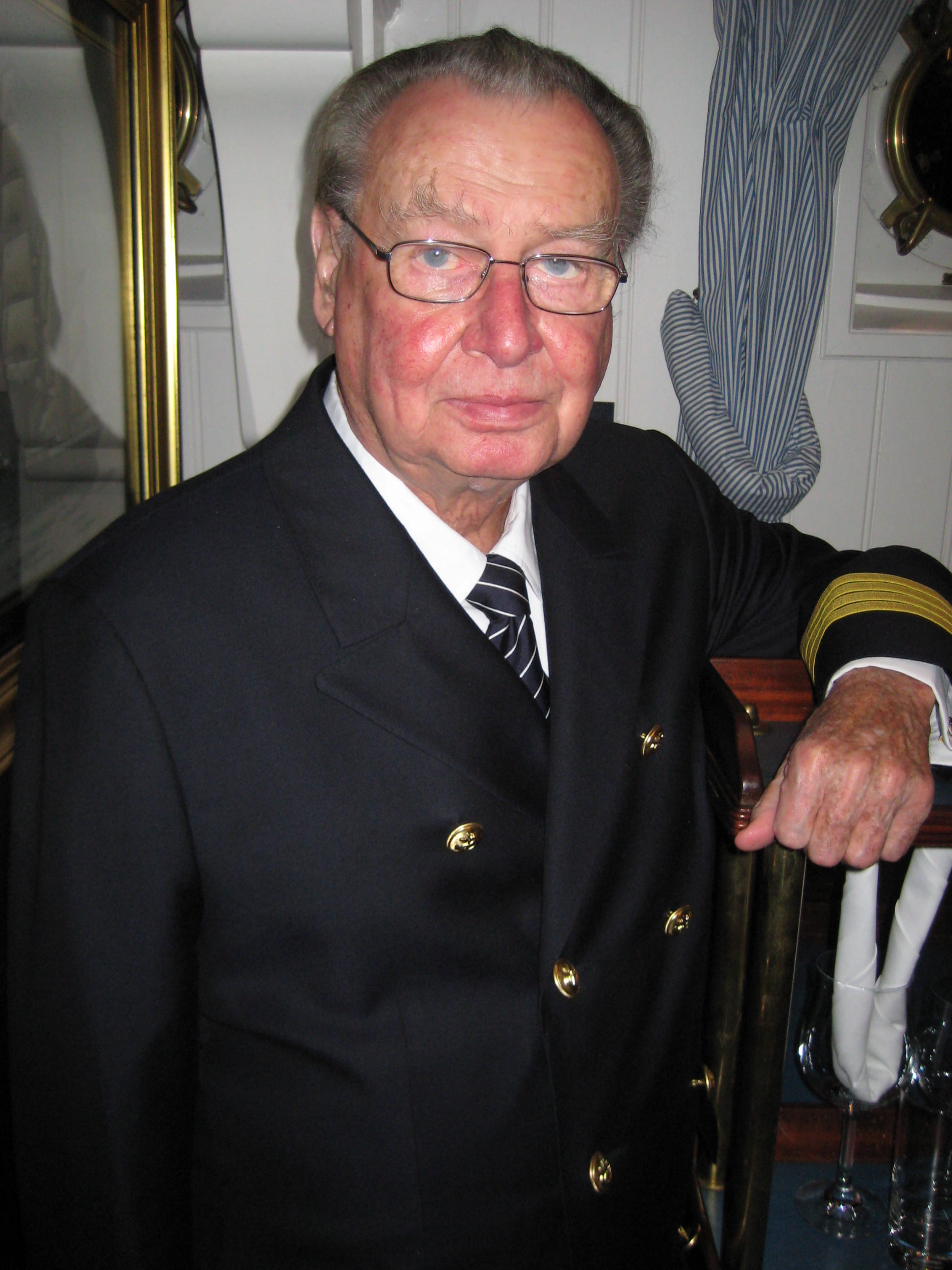
Peter Tamm (1928–2016)

- Tamm, Riin (* 1981), estnische Genetikerin
- Tamm, Rudolf (1911–2003), estnischer Radrennfahrer
- Tamm, Tarmo (* 1953), estnischer Politiker, Mitglied des Riigikogu
- Tamm, Traugott (1860–1938), deutscher Schriftsteller, Übersetzer und Ethnologe
- Tammachat Nakaphan (* 1991), thailändischer Fußballspieler
- Tammann, Gustav (1861–1938), deutsch-baltischer Chemiker und Metallurg
- Tammann, Gustav Andreas (1932–2019), deutscher Astronom
- Tammann, Heinrich (1894–1946), deutsch-baltischer Mediziner und Hochschullehrer
- Tammann, Peter († 1528), Luzerner Schultheiss und Tagsatzungsgesandter
- Tammaritu († 647 v. Chr.), elamitischer König
- Tammas, Walter (1870–1952), britischer Tauzieher
- Tammatevo Pudisatkhattinarat († 1768), Vizekönig des Königreiches Champasak
- Tamme, Bruno (1883–1964), deutscher Architekt
- Tamme, Günter (1937–2022), deutscher Mathematiker
- Tamme, Jacob (* 1985), US-amerikanischer American-Football-Spieler
- Tamme, Villu (* 1963), estnischer Punkmusiker und Dichter
- Tammela, Annika (1979–2001), estnische Fußballspielerin
- Tammelin, Bertha (1836–1915), schwedische Schauspielerin, Opernsängerin, Komponistin, Musikerin und Theaterpädagogin
- Tammelo, Ilmar (1917–1982), estnischer Rechtsphilosoph
- Tammemaa, Timo (* 1991), estnischer Volleyballspieler
- Tammen, Arne (* 1972), deutscher Fußballspieler
- Tammen, Johann P. (* 1944), deutscher Autor
- Tammen, Silke (1964–2018), deutsche Kunsthistorikerin und Hochschullehrerin
- Tammen, Werner (* 1953), deutscher Galerist
- Tammena, Manno Peters (1934–2023), ostfriesischer Namenforscher und Autor
- Tammenoms Bakker, Age Robert (1919–2015), niederländischer Diplomat
- Tammer, Harald (1899–1942), estnischer Gewichtheber und Leichtathlet
- Tammer, Josef Eduard (1883–1959), deutscher Maler und Grafiker
- Tammert, Aleksander (* 1973), estnischer Leichtathlet
- Tammert, Iamze (* 1971), georgisch-deutsche Schachspielerin
- Tammes, Fred (* 1937), niederländischer Kameramann
- Tammes, Jantine (1871–1947), niederländische Botanikerin
- Tammes, Pieter Merkus Lambertus (1903–1980), niederländischer Botaniker und bildender Künstler
- Tammesalu, Arvi (* 1964), estnischer Radrennfahrer
- Tammet, Daniel (* 1979), britischer SavantDaniel Tammet (* 1979)

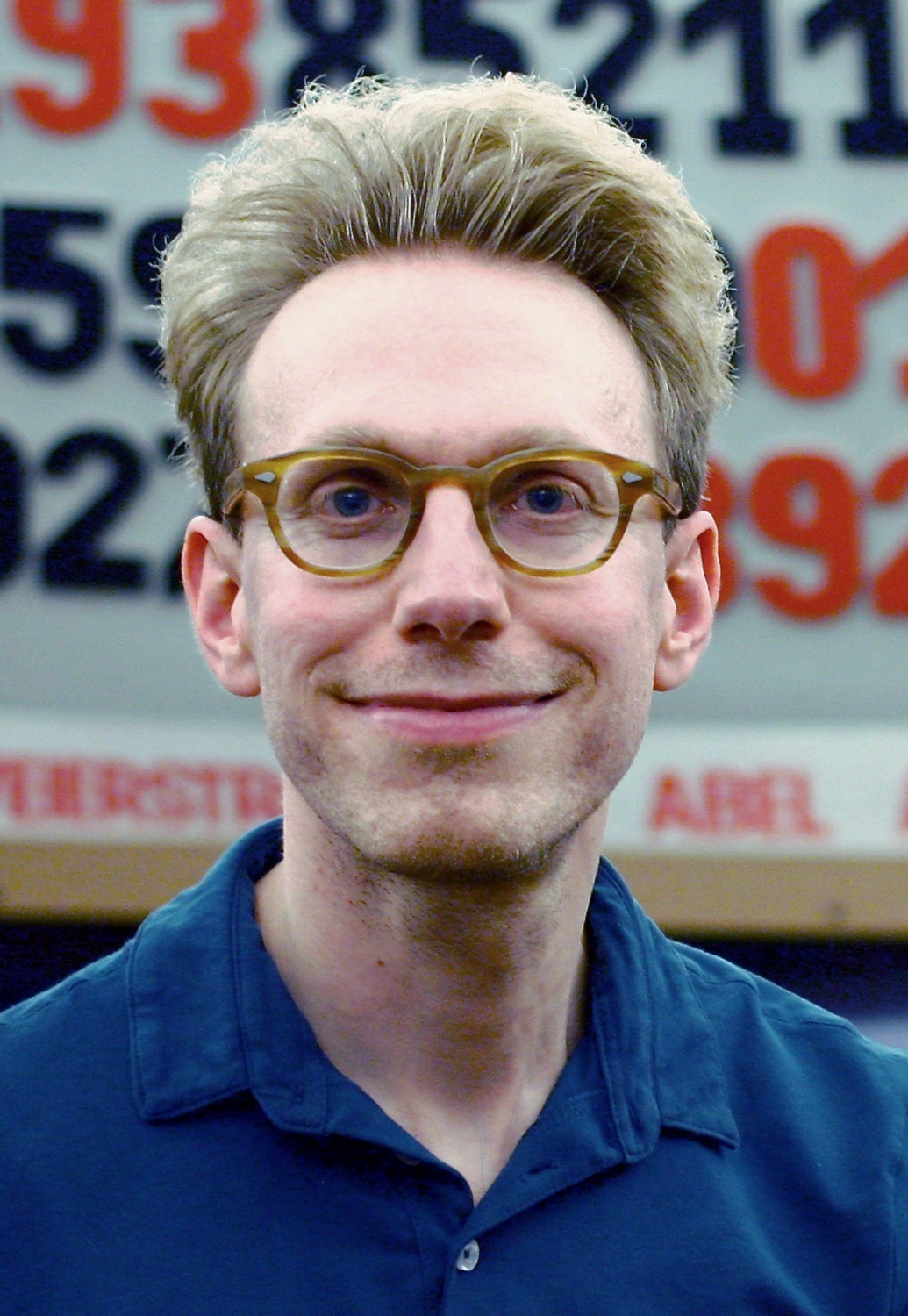
Daniel Tammet (* 1979)

- Tammi, Anton, finnischer Videoregisseur
- Tammi, Jukka (* 1962), finnischer Eishockeytorwart
- Tammi, Maija (* 1985), finnische Fotografin
- Tammiko, Artur (1903–1981), estnischer Fußballspieler
- Tammiksaar, Erki (* 1969), estnischer Wissenschaftshistoriker und Geograph
- Tamminen, Anna (* 1994), finnische FußballspielerinAnna Tamminen (* 1994)

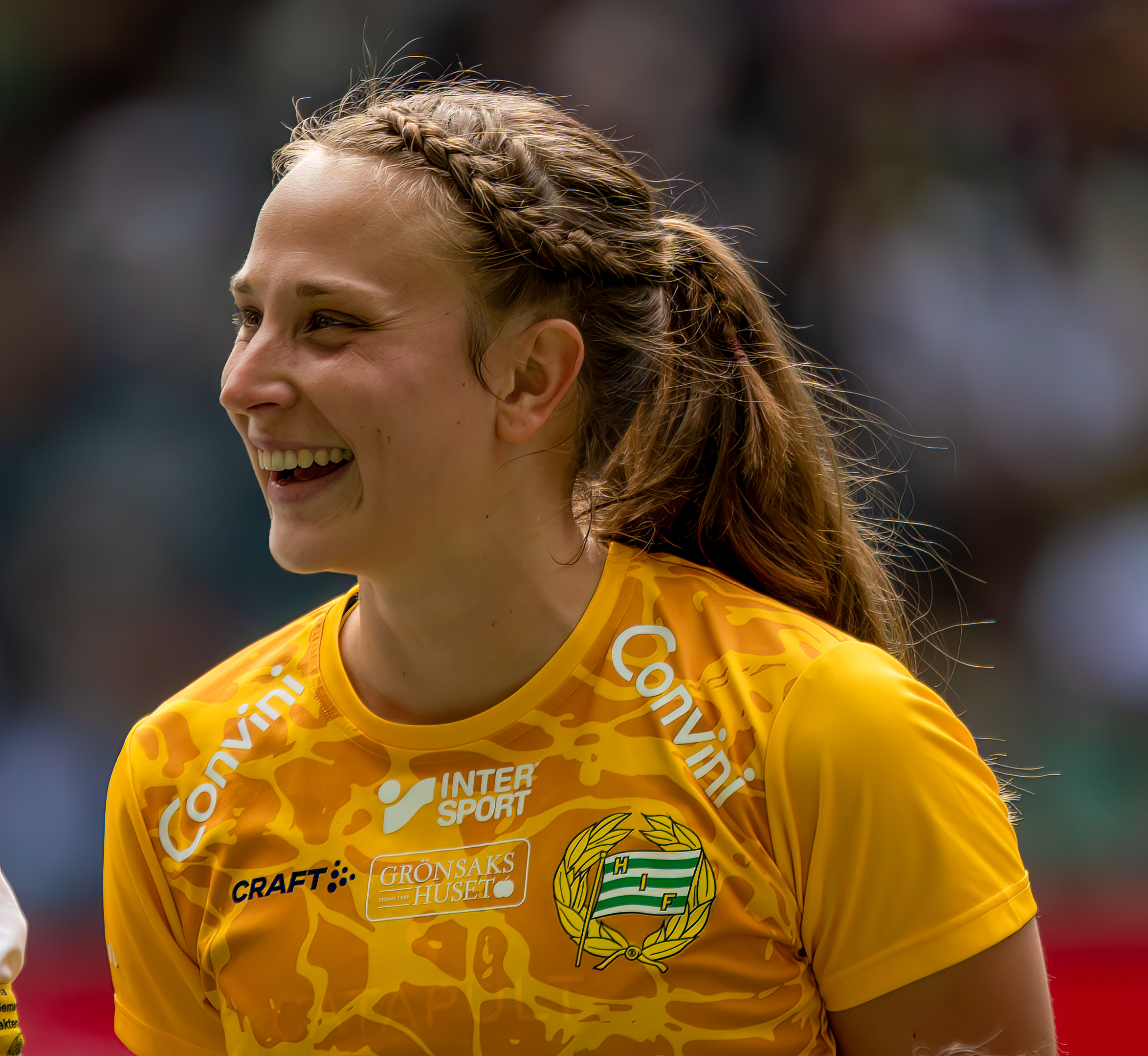
Anna Tamminen (* 1994)

- Tamminen, Lauri (1919–2010), finnischer Hammerwerfer
- Tamminen, Taavi (1889–1967), finnischer Ringer
- Tamminen, Teemu (* 1987), finnischer Handballspieler
- Tamminga, Allard (* 1969), niederländischer Philosoph
- Tamminga, Liuwe (1953–2021), niederländischer Organist
- Tammist, Rene (* 1978), estnischer Politiker
- Tammisto, Aarne (1915–1978), finnischer Sprinter
- Tammivaara, Ari (* 1966), finnischer Basketballtrainer
- Tammjärv, Karel (* 1989), estnischer Skilangläufer
- Tammlaan, Evald (1904–1945), estnischer Publizist und Dramatiker
- Tammo († 1037), Graf in Astfala
- Tammo von Beltershausen, hessischer Ritter und Ministeriale
- Tammo von Bocksdorf, Kirchenrechtler und Hochschullehrer
- Tammo von Verden († 1188), Bischof von Verden
- Tammo, Maschaal (1957–2011), syrischer Politiker
- Tamms, Carl Friedrich (1828–1898), Oberbürgermeister von Stralsund
- Tamms, Friedrich (1904–1980), deutscher Architekt und Stadtplaner
- Tammsaar, Tiit (* 1951), estnischer Politiker
- Tammsaare, A. H. (1878–1940), estnischer Schriftsteller und Übersetzer
- Tammuz, Jonathan (* 1954), britisch-kanadischer Filmregisseur und Filmproduzent

### Tamn
- Tamnau, Friedrich (1802–1879), deutscher Bankier, Mineraloge und Mineraliensammler

### Tamo
- Tamoa, Ielu (* 1993), tuvaluischer Leichtathlet
- Tamogami, Toshio (* 1948), japanischer Stabschef der Luftselbstverteidigungsstreitkräfte
- Tamoi, Timaima (* 1987), fidschianische Rugbyspielerin
- Tamôn, numidischer Bauhandwerker
- Tamon Jirō (1878–1934), japanischer Generalleutnant
- Tamonow, Michail Alexandrowitsch (* 1992), russischer Kanute
- Tamori, Daiki (* 1983), japanischer Fußballspieler
- Tamošaitis, Vilmantas (* 1966), litauischer Brigadegeneral
- Tamošaitytė, Sonata (* 1987), litauische Hürdenläuferin
- Tamoševičienė, Alfreda (* 1949), litauische konservative Politikerin, Bürgermeisterin der Rajongemeinde Telšiai
- Tamošiūnaitė, Daiva (* 1966), litauische Radio- und Fernsehmoderatorin sowie Synchronsprecherin
- Tamošiūnaitė, Edita (* 1976), litauische Politikerin, Vizebürgermeisterin
- Tamošiūnas, Mindaugas (1934–2011), litauischer Posaunist, Komponist und Orchesterleiter
- Tamošiūnienė, Egidija (* 1974), litauische Richterin und Professorin
- Tamou, James (* 1988), australischer Rugby-League-Spieler
- Tamouridis, Ioannis (* 1980), griechischer Bahn- und Straßenradrennfahrer

### Tamp
- Tampa Red (1904–1981), US-amerikanischer Sänger und Gitarrist
- Tampé, Robert (* 1961), deutscher Biochemiker
- Tamper, Bill (1922–1991), US-amerikanischer Jazzmusiker
- Tampere, Herbert (1909–1975), estnischer Volkskundler und Musikwissenschaftler
- Tamphan Pojamansirikul (* 1991), thailändischer Fußballspieler
- Tampi, Lili (* 1970), indonesische Badmintonspielerin
- Tampier, Alois (1913–2007), österreichischer Geistlicher und Dichter
- Tamplin, Ken (* 1963), US-amerikanischer christlicher RockmusikerKen Tamplin (* 1963)

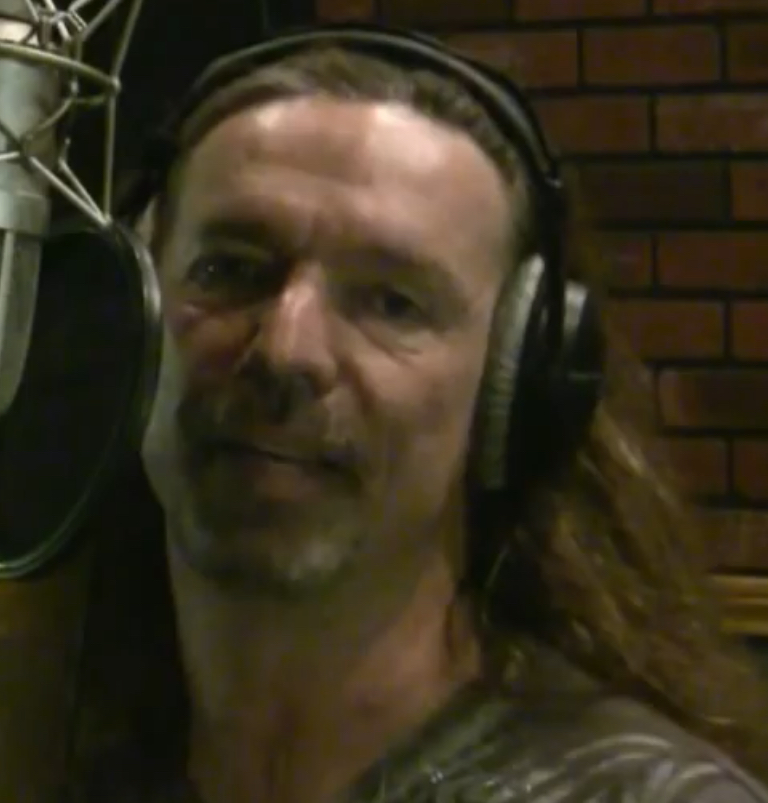
Ken Tamplin (* 1963)

- Tamposi, Ali (* 1989), US-amerikanische Songwriterin

### Tamr
- Tamrakar, Sajan Krishna (* 1992), nepalesischer Badmintonspieler

### Tams
- Tams, Christian J. (* 1973), deutscher Rechtswissenschaftler
- Tams, Ernst (1882–1963), deutscher Geophysiker und Erdbebenforscher
- Tams, Günter (* 1934), deutscher Fußballspieler
- Tams, John (* 1949), britischer Folk- und Filmkomponist, Musikproduzent und Schauspieler
- Tamsamani, Tahar (* 1980), marokkanischer Boxer
- Tamse, Henk (1890–1971), niederländischer Radrennfahrer
- Tamsel, Dominic (* 2000), Schweizer Kunstturner
- Tam’si, Tchicaya U (1931–1988), kongolesischer Schriftsteller
- Tamsitt, James R. (1928–2013), US-amerikanischer Zoologe und Hochschullehrer

### Tamt
- Tamta (* 1981), georgische Sängerin

### Tamu
- Tamudo, Raúl (* 1977), spanischer Fußballspieler
- Tamuera, Tekiree (* 1940), kiribatischer Politiker, Präsident von Kiribati
- Tamukai, Taiki (* 1992), japanischer Fußballspieler
- Tamul, Sirje (* 1951), estnische Historikerin
- Tamulevičius, Tautvydas (* 1987), litauischer Politiker, Vize-Innenminister
- Tamulis, Henrikas (* 1938), litauischer Politiker
- Tamulis, Jonas (* 1958), litauischer Politiker, Mitglied des Seimas
- Tamulis, Ričardas (1938–2008), sowjetischer Boxer
- Tamulis, Valentinas (* 1964), litauischer Politiker von Kėdainiai
- Tamura, Chieko, japanische Badmintonspielerin
- Tamura, Fujimi, japanische Badmintonspielerin
- Tamura, Fumio (* 1968), japanischer Komponist
- Tamura, Hiroshi, japanischer Jazzmusiker
- Tamura, Masakazu (1943–2021), japanischer Schauspieler
- Tamura, Masataka (* 1988), japanischer Fußballspieler
- Tamura, Megumu (1927–1986), japanischer Fußballspieler
- Tamura, Naohiro (* 1978), japanischer Fußballspieler
- Tamura, Naoya (* 1984), japanischer Fußballspieler
- Tamura, Natsuki (* 1951), japanischer Jazztrompeter und Komponist
- Tamura, Nobuyoshi (1933–2010), japanischer Aikidō-Lehrer
- Tamura, Norihisa (* 1964), japanischer Politiker
- Tamura, Ransui (1718–1776), japanischer Kräuterkundler
- Tamura, Ricardo, brasilianischer Tenor
- Tamura, Ryōsuke (* 1995), japanischer Fußballspieler
- Tamura, Ryūichi (1923–1998), japanischer Lyriker
- Tamura, Saburō (1917–2015), japanischer Agrarchemiker
- Tamura, Saiten (1889–1933), japanischer Maler der Nihonga-Richtung
- Tamura, Shōta (* 1995), japanischer Fußballspieler
- Tamura, Soki (* 2002), japanischer Fußballspieler
- Tamura, Taijirō (1911–1983), japanischer Schriftsteller
- Tamura, Takahiro (1928–2006), japanischer Schauspieler
- Tamura, Tomoko (* 1965), japanische Politikerin
- Tamura, Tomoya (* 1992), japanischer Sprinter
- Tamura, Toshiko (1884–1945), japanische Schriftstellerin
- Tamura, Tsutomu (1933–1997), japanischer Drehbuchautor und Schriftsteller
- Tamura, Yū (* 1989), japanischer Rugby-Union-Spieler
- Tamura, Yū (* 1992), japanischer Fußballspieler
- Tamura, Yukari (* 1976), japanische Synchronsprecherin (Seiyū) und Sängerin
- Tamura, Yūki (* 1985), japanischer Fußballspieler
- Tamura, Yumi, japanische Mangaka
- Tamura, Yūzō (* 1982), japanischer Fußballspieler
- Tamursoylu, Ömer Can (* 1994), türkischer Fußballspieler
- Tamuz, Toto (* 1988), israelischer Fußballspieler

### Tamy
- Tamyat, Nawaf at- (* 1976), saudi-arabischer Fußballspieler